# РТС.фм
RTS.FM (РТС.ФМ) — международная интернет-радиостанция, штаб-квартира которой расположена в Москве. Эфир радиостанции наполнен клубной музыкой, создаваемой российскими и международными музыкантами и DJ, играющими в стиле Tech House, Minimal House, минимал-техно, Electronica. Из студий RTS.FM для прямых трансляций и ночных клубов в различных городах мира ежедневно организуются прямые включения живых выступлений артистов — представителей пропагандируемых музыкальных направлений. Круглосуточный эфир RTS.FM полностью состоит из записей прошедших выступлений музыкантов, а также их промо-миксов. Эфир станции сопровождается видеовещанием.
На 1 февраля 2011 года на сайте было зарегистрировано более 19 тыс. пользователей, в студиях RTS.FM выступили более 350 артистов. Контент станции насчитывает тысячи видеосюжетов — записи трансляций, интервью, перфомансов, обучающих программ. Продолжается международная экспансия, анонсировано открытие студии RTS.FM в Канаде.
Радиостанция сотрудничает с российскими и зарубежными музыкальными лейблами и артистами; как арт-проект занимается продвижением молодых исполнителей; объединила вокруг себя сообщество диск-жокеев, музыкантов и ви-джеев, ставших «резидентами» станции. Аудитория станции на 60 % российская. Многие музыканты являются пользователями сайта и общаются со слушателями, также как, например, на MySpace.

## Основные сервисы сайта RTS.FM
Сайт RTS.FM — тематическое сетевое сообщество, объединённое по «клубному» принципу. Основные сервисы сайта открыты для широкой Интернет-аудитории и включают:
- Каталог биографий музыкантов, содержащий ссылки на их выступления в эфире RTS.FM
- Каталог релизов, выпускаемых артистами станции (как правило, на виниле)
- Календарь предстоящих выступлений
- Анонс офлайн и онлайн-мероприятий партнёров

Регистрация на сайте предусмотрена по системе приглашений. После его получения и прохождения регистрации пользователям становятся доступны дополнительные сервисы:
- Фотоальбом (в рамках персональной страницы — «профиля пользователя»)
- Система рейтинга музыкантов и их выступлений
- Возможность просматривать видео и скачивать аудиозаписи прошедших выступлений по запросу
- Возможность отправить 5 приглашений на сайт друзьям (с ростом вклада пользователя в жизнь сайта ему предоставляется возможность пригласить в сообщество дополнительных участников)

Прослушивание интернет-радиостанции возможно как через медиаплеер, так и непосредственно на странице в веб-браузере. Также можно смотреть и слушать прямой эфир и записи выступлений через офлайн-плеер (работает на технологии AIR) или дополнение для браузера Firefox. Ретрансляцию медиаконтента RTS.FM проводят музыкальные интернет-порталы 44100.COM и DJ.RU и также ряд провайдеров локальных сетей связи.

## История проекта

### 2006 год
История проекта началась в январе 2006 года. Первая версия интернет-радиостанции работала по интернет-адресу www.radiotochka.net. 
«Я увидел плакат Deepmix, вертушки, веб-камеру. Спрашиваю: „Это что?“ — а мне говорят, что это Интернет-радио, супер передовая станция, радио через Интернет. Я остался и послушал эфир прямо там, послушал, как играет Хельга. Была очень уютная атмосфера. После этого я так загорелся, что решил, почему бы не сделать такой ресурс самому — просто для себя».
- Дмитрий Грин

### 2008 год
Рассказывает Дмитрий Грин: 
«Я не задумывал что-то коммерческое, и до сих пор RTS.FM — это проект, миссия которого — нести определённую культуру в массы. Это мое личное отражение в сети Интернет, мое хобби. […] Уже тогда у меня были отработаны многие технологии, которые вошли в основу RTS.FM, но я понимал, что вещать с веб-камеры — это не круто, и необходимо что-то другое. Я размышлял: у меня есть потоковая технология, но смотреть на диджея весь эфир скучновато, надо чем-то все это разбавить. На что вообще смотрят когда диджей играет в клубе? На то, как работают его руки, и на видеоарт виджея. Я подумал: „Ну класс“. Проектор мне не повесить, будет плохая картинка, поэтому решил работать как на телевидении: повесил хромакей, камеру над пультом — и стал звать виджеев».

### 2009 год
После почти трех лет работы, 11 сентября 2009 года, новая версия станции увидела свет. Официальное открытие состоялось в московском клубе «Пропаганда» на специальной вечеринке. Одновременно была запущена русскоязычная и англоязычная версии сайта.

Цель проекта — показать, что электронная музыка — это не просто развлечение и саундтрек для тусовок в клубах, это настоящее искусство. А сам диджей — это не какой-то там парень, который вертит пластинки. В работе каждого диджея есть свои особенности. У нас их можно увидеть крупным планом. Мы показываем, как создается музыка. Радио RTS.FM — проект, несущий клубную музыкальную культуру в том виде, в каком она задумывалась артистами. Потому что на каждой пластинке всегда есть один трек «для души».

## Награды

### 2008
- Премия концертного агентства «Primeshow»[5] — номинант в номинации «Интернет-радиостанция года» (как Radiotochka.ru)

### 2009
- Russian Dance Music Awards — номинант премии в номинации «СМИ года в категории танцевальная музыка»[6]
- Премия Рунета — лауреат в номинации «Культура и массовые коммуникации», отмечено как «Первое интерактивное радио в России»[7].